# Bosco (vocabulaire maritime)
Pour les articles homonymes, voir Bosco.

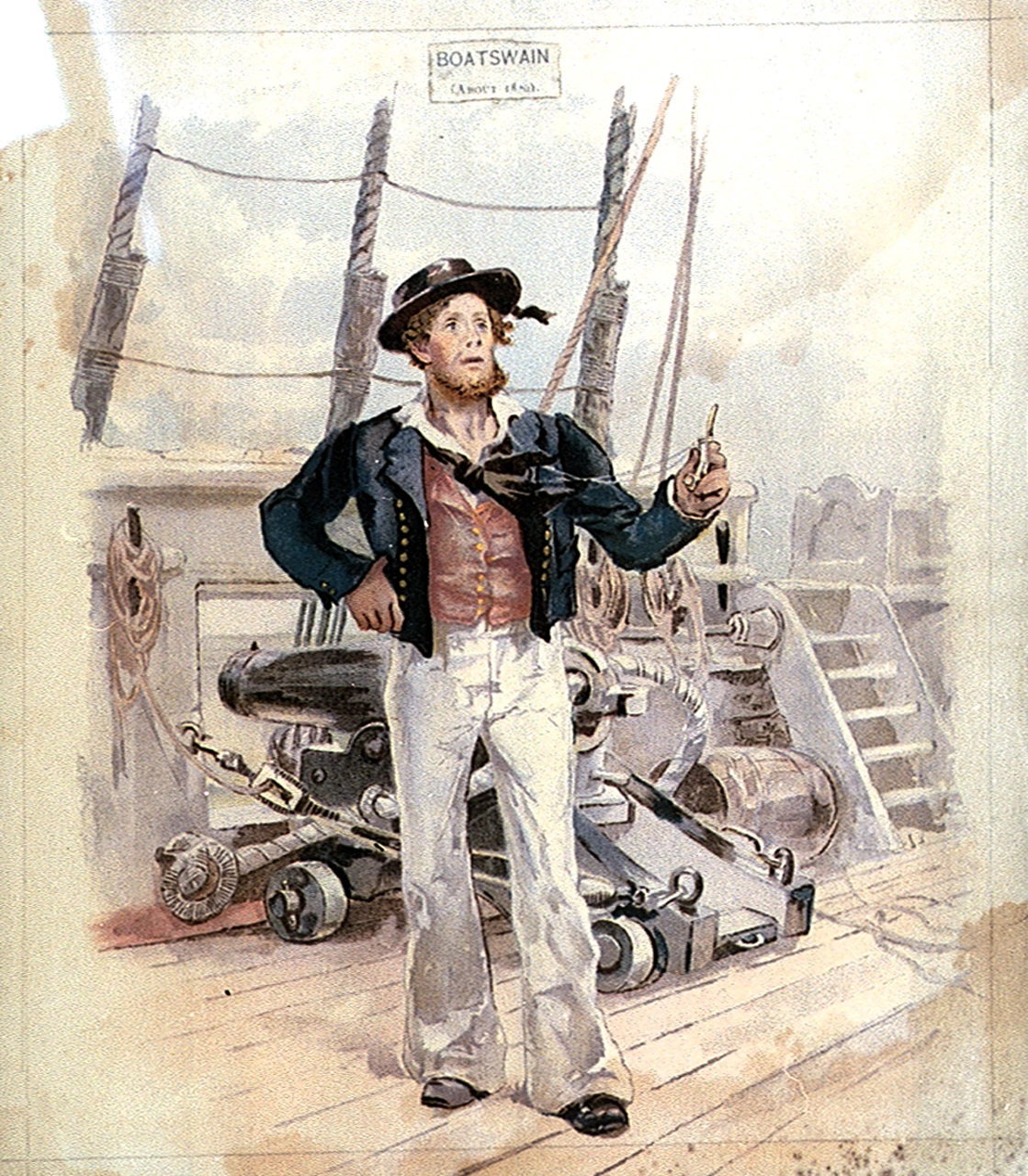
Bosco (boatswain) de la Royal Navy en 1820.

Un bosco (aussi appelé par les termes anglais bosun, bosseman ou boatswain) est un maître d'équipage sur un navire à voile de grade supérieur au quartier-maître.
Dans la marine moderne, le bosco désigne encore un maître d'équipage ou un maître de manœuvre.

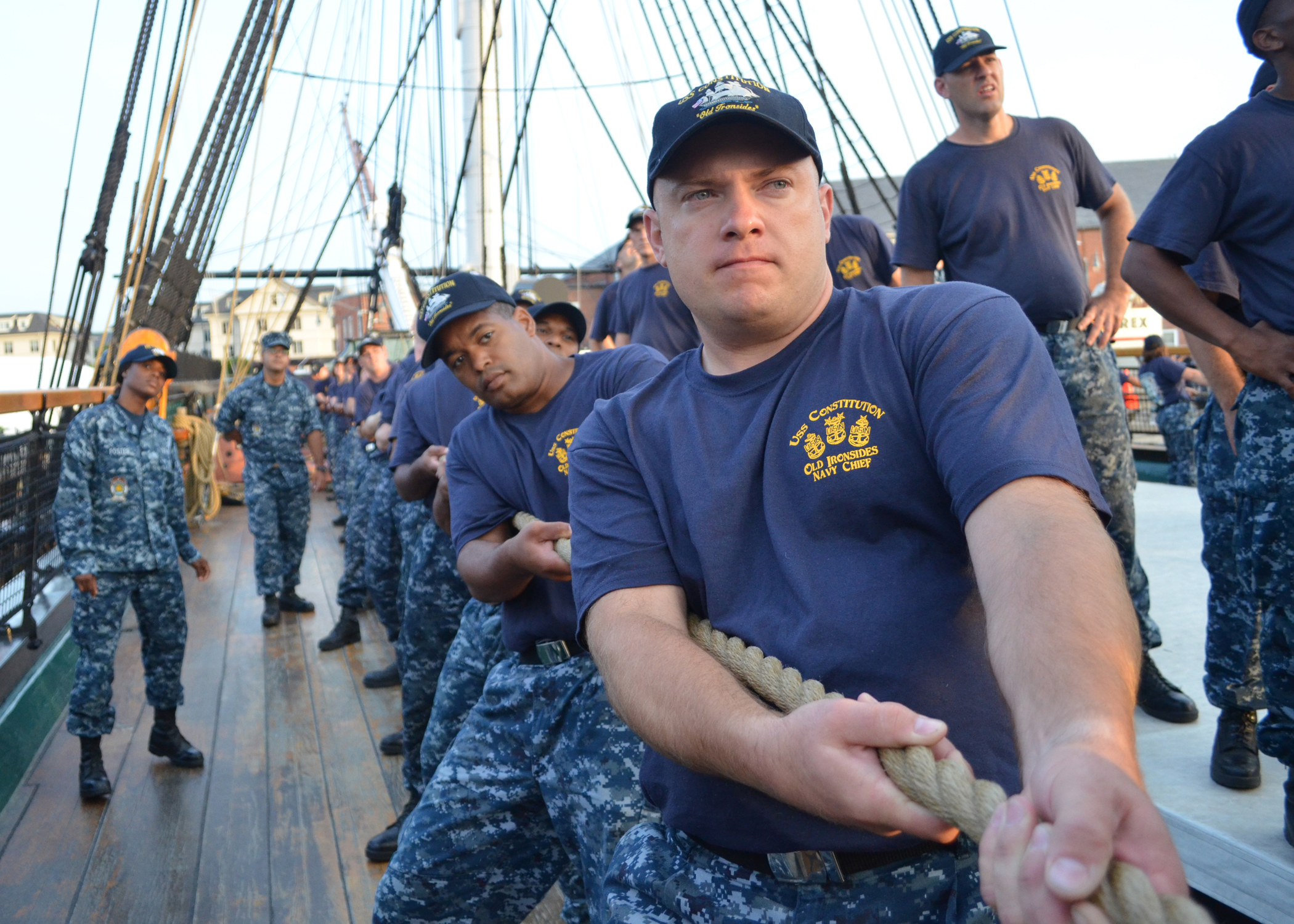
Le bosco commande les hommes aux manœuvres du pont et des gréements sur les navires à voile.

## Origine du terme
Un nombre important de termes de la marine à voile dérive des termes anglais de la marine britannique. L'appellation "bosco" est issue de l'anglais bosseman, qui était le contremaître chargé de la bosse, dernier cordage à retenir l'ancre avant de la mouiller. Il avait le grade d'officier marinier de manœuvre de grade supérieur au quartier-maître.
Les termes anglais pour désigner le bosco sont variables : Bo'sun, bosun, boatswain, boatswain's mate ou bosseman.
Le terme le plus ancien boatswain apparaît dans le jargon anglais vers 1450, lui-même issu du norvégien båtsmann ("boats-man"). La phonétique bosun qui a donné le mot "bosco", apparait vers 1868.
Un autre mot est parfois employé pour désigner le Maître d'équipage, celui là venu de l'Italien, et des marins méditerranéens : C'est Nostromo (littéralement "notre homme") qui désigne le maître d'équipage, et parfois aussi le Capitaine d'Armes (qui est facétieusement dénommé "Bidel" dans la Marine Nationale) . Le mot a gagné ses lettres de noblesse et un emploi plus fréquent à travers un roman de Joseph Conrad intitulé précisément Nostromo .

## Marine traditionnelle à voile

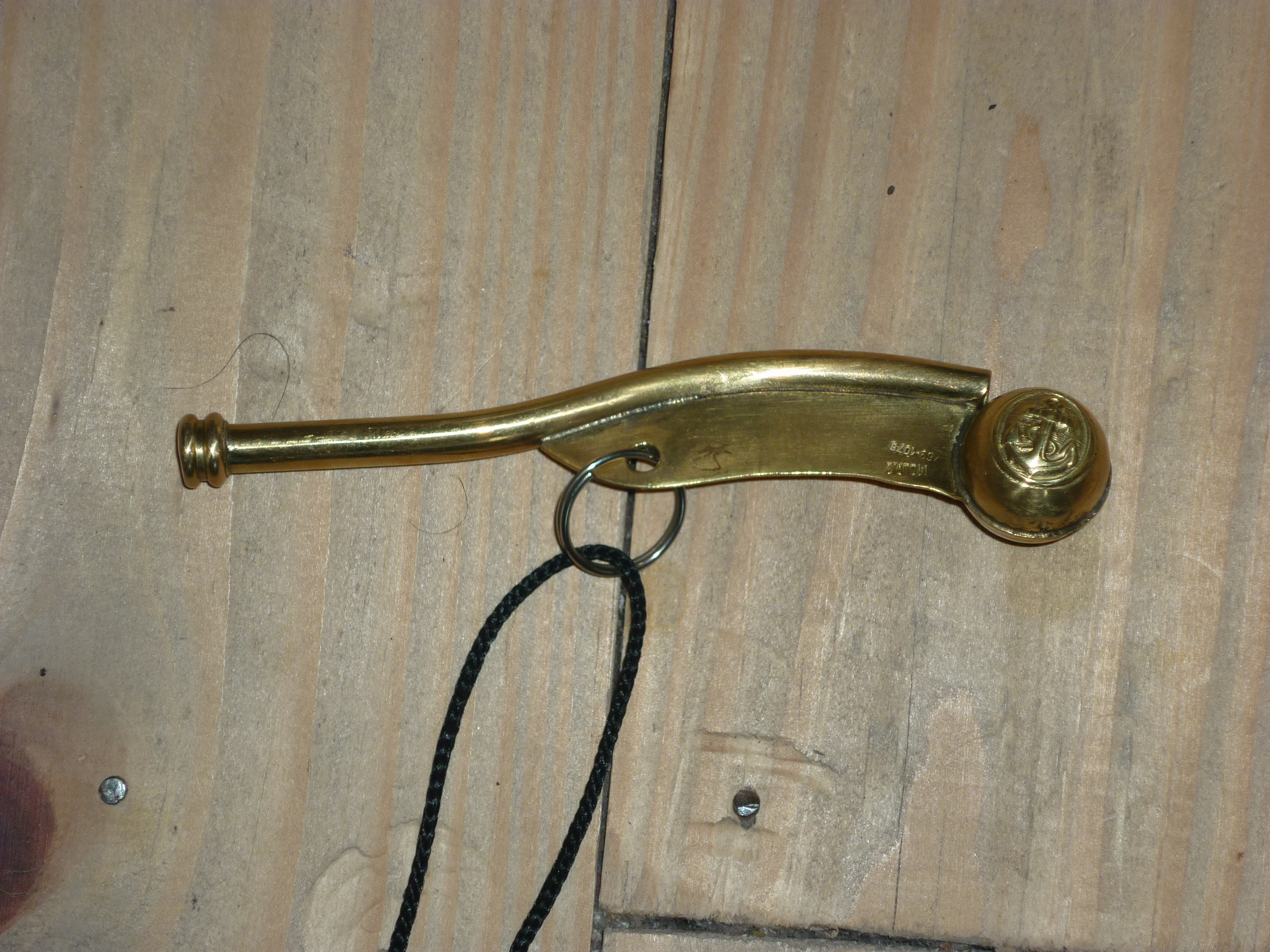
Sifflet de bosco (marine argentine).

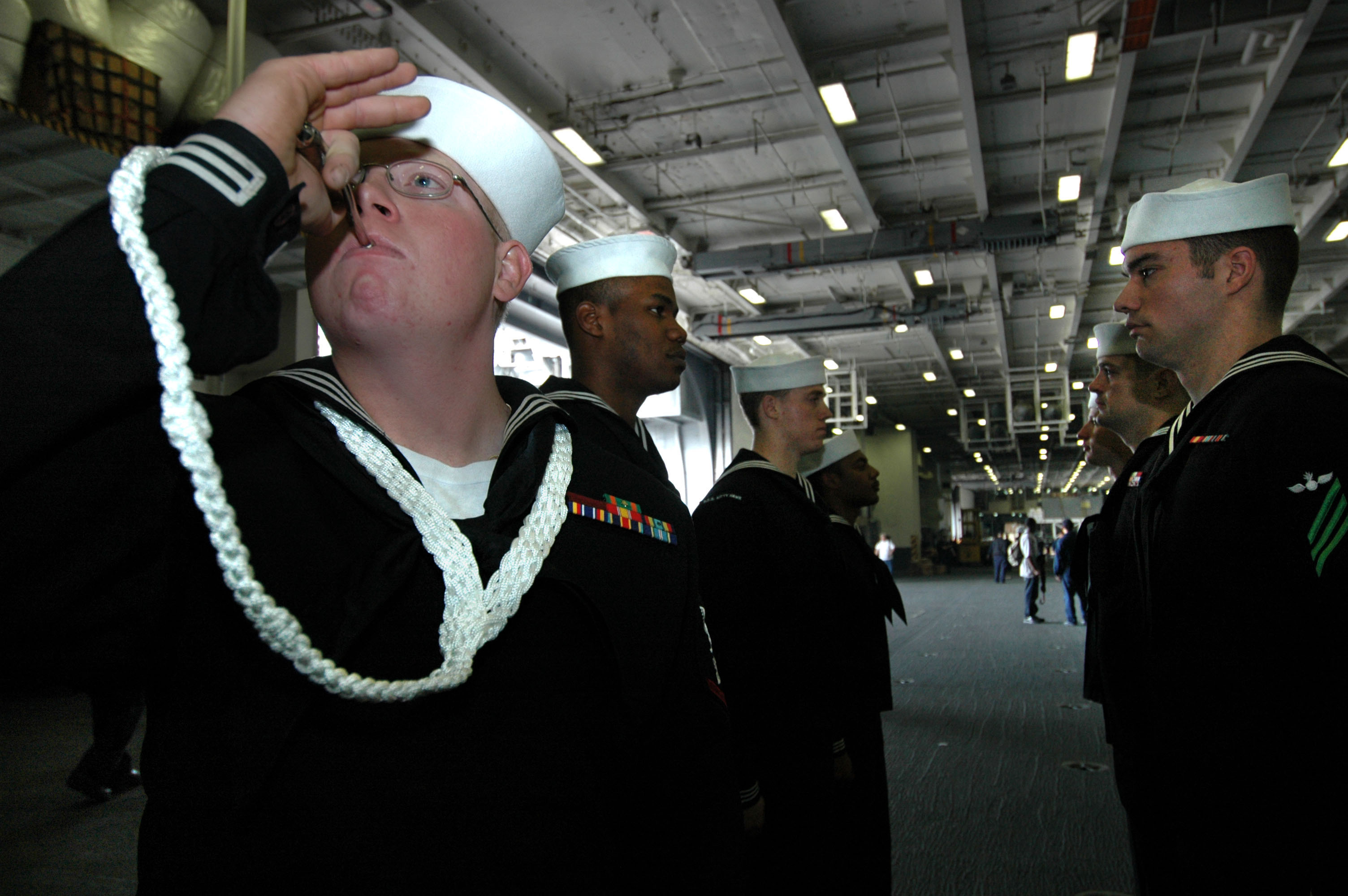
Bosco (Boatswain's Mate) sur un navire moderne.

Il commande les hommes aux manœuvres, sur le pont et les gréements, en fonction des ordres de mouvement du capitaine, ou d'un officier, et des conditions météo.
Il opère depuis le pont, muni de son sifflet de signal utilisé pour appeler les marins ou gabiers en service pour engager une manœuvre.
Sa fonction varie en fonction de la taille du bateau et des époques.

## Marine moderne
Dans la marine marchande, le bosco est le maître d'équipage et se situe hiérarchiquement entre les officiers et les membres de l'équipage. C'est un marin expérimenté dans la manœuvre, il a autorité sur les matelots et a des responsabilités d'encadrement. Quelquefois logé au pont officier, il prend cependant ses repas au poste des maîtres dont il a le statut comme les maîtres machine ou les maîtres électriciens.
Dans la marine française, l'habitude a été prise, à tort, d'appeler « bosco » tous les marins de la spécialité de manœuvrier (« maneu » selon la terminologie de la Marine nationale), mais en réalité, il n'y a qu'un seul bosco. Le matelot est un gabier et à partir du quartier-maître, le grade est complété par le nom de la spécialité :...de manœuvre (quartier-maître de manœuvre, maître de manœuvre...).
Les manœuvriers sont chargés de la mise en œuvre et de l'entretien des apparaux de manœuvre (guindeaux, amarres, ligne de mouillage...) ainsi que de la drome (les embarcations). À la mer, c'est un manœuvrier (et non un timonier) qui tient la barre qui permet de gouverner. Le « bosco » qui est le « patron » des manœuvriers est généralement un officier marinier supérieur.
Le saint patron des manœuvriers est saint Michel, fêté le 29 septembre.